# I Never Loved You
I Never Loved You — песня американской певицы и автора-исполнителя Холзи, вышедшая 4 октября 2024 на лейбле Columbia Records в качестве четвёртого сингла её пятого студийного альбома The Great Impersonator (2024). Она написала её вместе с Майклом Узовуру, а последний спродюсировал её вместе с Тайлером Джонсоном. «I Never Loved You» — это баллада в стиле 1980-х, вдохновлённая английской певицей Кейт Буш, которую Холзи изобразила в рамках промоушена. В тексте песни Холзи рассказывает о сложных отношениях, которые ухудшились из-за её проблем со здоровьем, что является постоянной темой в The Great Impersonator.

## Предыстория и релиз
27 августа 2024 года Холзи опубликовала трейлер своего пятого студийного альбома The Great Impersonator, «исповедального концептуального альбома», в котором она перепрыгивает через разные десятилетия, меняя звучание треков.
25 сентября она опубликовала видео, раскрывающее трек-лист альбома, в котором «I Never Loved You» фигурирует как десятый трек. С тех пор она начала обратный отсчёт в социальных сетях до выхода альбома, каждый день пародируя разных исполнителей и представляя фрагмент песни, на которую они вдохновились. 9 октября она переоделась в костюм английской певицы Кейт Буш и поделилась фрагментом песни «I Never Loved You», объявив, что в тот же вечер выпустит её в качестве четвёртого сингла с альбома, вслед за «Lucky», «Lonely Is the Muse» и «Ego». В посте в социальных сетях она сказала, что песня «глубоко пронзает», и призвала своих поклонников «внимательно послушать» этот трек.

## Композиция
В музыкальном плане «I Never Loved You» — это баллада в духе 1980-х годов, в основе которой лежат синтезаторы и аккорды фортепиано. В тексте песни Холзи рассказывает о сложных отношениях, которые ухудшились из-за проблем со здоровьем, сравнивая их конец с операцией на открытом сердце. Стихи песни посвящены проблемам здоровья Холзи, диагнозу волчанки и дефицита Т-клеток, которыми она делилась со своими поклонниками на протяжении прошлых синглов с The Great Impersonator. Через Genius Холзи также отправила сообщение своим поклонникам после выхода песни: «Женщина лежит в отделении скорой помощи. Она держится изо всех сил, надеясь, что её возлюбленный появится, чтобы попрощаться. Он приезжает, но слишком поздно и защищается. Кто был за рулём машины, которая её сбила?».

## Отзывы
После его выхода журнал Rolling Stone включил «I Never Loved You» в список лучших новинок недели. Майк ДеВальд из Riff Magazine отметил, что «I Never Loved You» предлагает «остроумную лирику и интимную балладу». В рецензии на The Great Impersonator критик Stereogum Кэтрин Сент-Асаф не нашла сходства между «I Never Loved You» и музыкой английской певицы Кейт Буш, но отметила, что фоновый вокал напоминает вокал Trio Bulgarka на альбоме The Sensual World (1989).